# Рей Вуд
Реймонд Ернест Вуд (англ. Raymond Ernest Wood; 11 червня 1931 — 7 липня 2002), більш відомий як Рей Вуд — англійський футболіст і футбольний тренер, найбільш відомий за своїми виступами як воротар «Манчестер Юнайтед». Вуд був дуже швидкісним гравцем: у нього була можливість стати професійним спринтером, але він вибрав кар'єру футболіста. Зіграв три матчі за збірну Англії.

## Футбольна кар'єра
Вуд почав кар'єру в клубі «Ньюкасл Юнайтед», але не зміг пробитися в основний склад, і в 1949 році перейшов в клуб «Дарлінгтон». Провівши в «Дарлінгтоні» всього три місяці, він перейшов в «Манчестер Юнайтед». Його дебют за новий клуб відбувся в грудні 1949 року в матчі проти рідного «Ньюкасла» на «Олд Траффорд».
У фіналі Кубка Англії 1957 року проти «Астон Вілли» Вуд отримав травму на шостій хвилині матчу. Гравець «Вілли» Пітер Макпарланд врізався у голкіпера «Юнайтед», коли той зловив м'яч після кросу; в результаті зіткнення Вуд отримав перелом щелепи. В ті часи заміни по ходу матчу ще не були введені, тому у ворота замість Вуда довелося встати польовому гравцеві, Джекі Бланчфлауеру. Вуд отримав медичну допомогу й через деякий час повернувся на поле як нападник. «Юнайтед» програв цю зустріч з рахунком 2:1. А проте «Манчестер Юнайтед» у цьому сезоні зміг захистити чемпіонський титул.
У грудні 1957 року «Юнайтед» придбав воротаря Гаррі Грегга з «Донкастер Роверс» за £23 500 — побивши світовий рекорд вартості воротаря. Після цього Вуд втратив місце в основі «Юнайтед».
Вуд став одним з тих, хто вижив у мюнхенській авіакатастрофі, яка сталася 6 лютого 1958 року. Він отримав незначні поранення, але після цього провів лише один матч за «Юнайтед» і в цьому ж році був проданий в «Гаддерсфілд Таун». Він провів сім сезонів в «Гаддерсфілді», зігравши більше 250 матчів за основний склад. Потім він провів один сезон у «Бредфорд Сіті», а в 1966 році перейшов в «Барнслі», де і завершив кар'єру. На початку 1960-х Метт Басбі безуспішно намагався повернути Вуда в «Манчестер Юнайтед» коли Гаррі Грегг отримав травму.

## Тренерська кар'єра
Після завершення кар'єри гравця Рей Вуд працював тренером в США, Ірландії, Данії, Канаді, Греції, Кенії, Кувейті і Об'єднаних Арабських Еміратах. Він був тренером збірних Кіпру і Кенії з футболу. Він також тренував американський клуб «Лос-Анджелес Вулвз» і кіпрський клуб «АПОЕЛ».

## Особисте життя
Вуд одружився з дівчиною на ім'я Елізабет в 1950-х роках, ще до мюнхенської авіакатастрофи. У пари народилися дві дочки, але 1970-ті роки вони розлучилися. Рей Вуд помер у 2002 році у віці 71 року в місті Бексгілл-он-Сі.

## Досягнення
Манчестер Юнайтед
- Чемпіон Першого дивізіону (2): 1955/56, 1956/57
- Володар Суперкубка Англії (3): 1952, 1956, 1957
- Разом: 54 трофеїв